# Michel Bouillot
Pour les articles homonymes, voir Bouillot.
Michel Bouillot né à Chalon-sur-Saône le 25 mars 1929 et mort à Cluny le 29 janvier 2007 est peintre, sculpteur et historien français.
Il est connu comme étant un érudit spécialiste de la Bourgogne-du-Sud, notamment son « petit patrimoine » et ses églises romanes.

## Biographie
En 1947, Michel Bouillot intégra l'École nationale supérieure des beaux-arts de Paris où il fréquenta les ateliers de peinture et d'architecture. De retour en Bourgogne, il suivit une formation de tailleur de pierre à Beaune et y obtint son CAP. 
Avant de passer au petit séminaire de Rimont près de Buxy (où il enseigna), au lycée Frédéric Ozanam de Mâcon et au pensionnat Sainte-Marie de Saint-Didier-sur-Chalaronne, Michel Bouillot enseigna à Lugny, auprès de la communauté éducative rassemblée dès la fin de la guerre autour du père Joseph Robert, curé-archiprêtre du lieu ; il y commença sa carrière et y fut pendant plusieurs années professeur de dessin et surveillant d'internat : « Un jour est arrivé un jeune homme aux yeux rieurs et malicieux, nu-pieds dans des savates, le col ouvert et, parfois, une cape sur les épaules. Son regard pétillant d'intelligence et sa voix légèrement rocailleuse aux accents creusotins éveillèrent notre curiosité et apaisèrent comme par miracle nos envies de chahuter. Par la suite, nous étions toujours étonnés par sa tête, tantôt le crâne totalement lisse, sans la moindre barbe, tantôt au contraire tout avait poussé en désordre, des cheveux noirs hirsutes et une barbe de la même couleur et dans le même désordre. », se souvient un ancien élève de l'école privée de Lugny. 
Michel Bouillot connut parfaitement Cluny : il y fit une grande partie de sa carrière, jusqu’à ce qu’il prenne sa retraite en 1989. Il fut en effet maître d'internat au lycée La Prat's, établissement où il enseignait parallèlement le dessin. Conseiller municipal de Cluny durant trois mandats — dont un en tant qu’adjoint au maire chargé de la culture —, Michel Bouillot œuvra au développement culturel et artistique de la cité à laquelle il consacra son dernier livre : Cours intérieures de Cluny, escaliers et ferronneries paru en 2004 chez JPM Éditions.

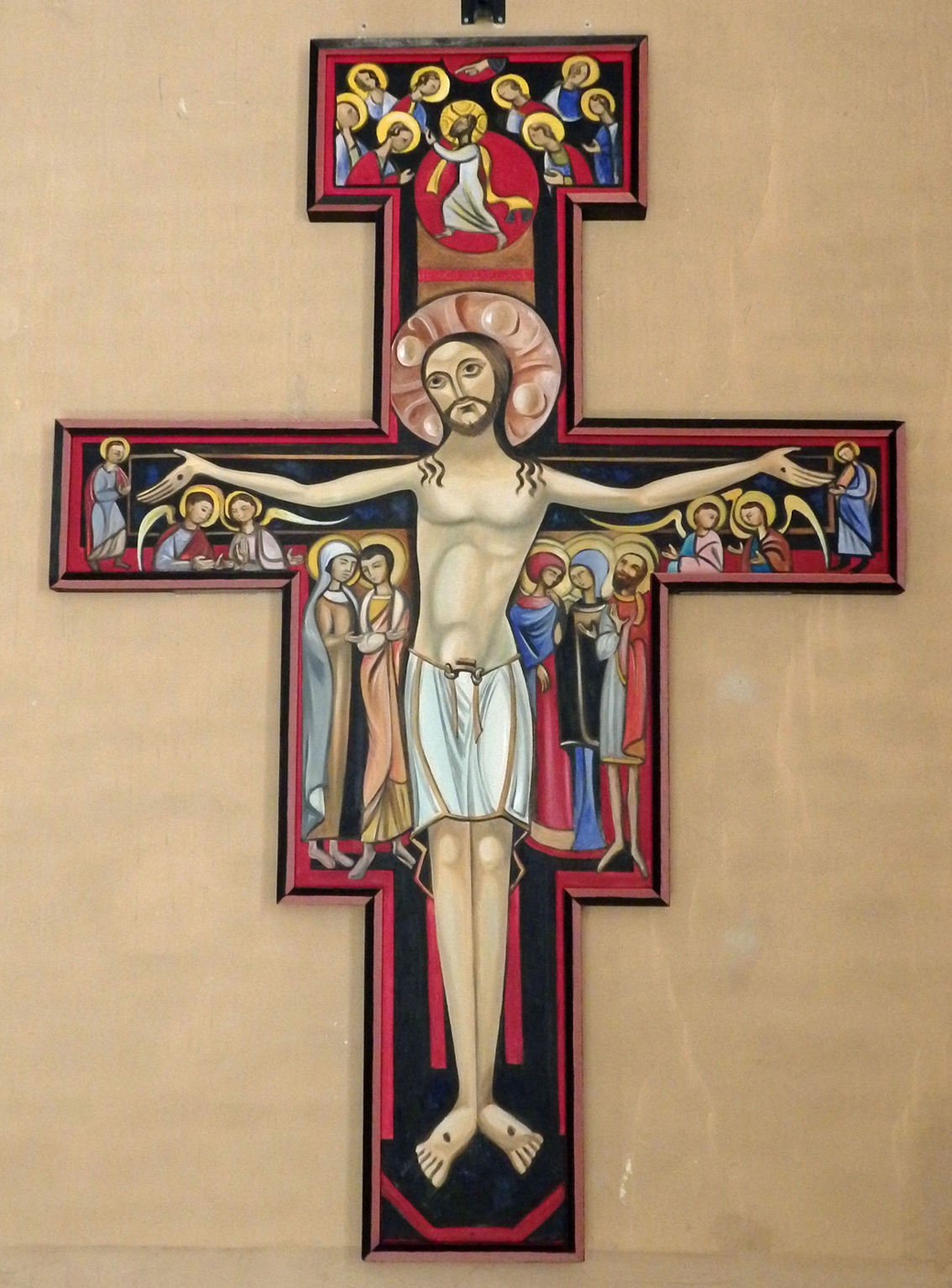
L'une des plus anciennes œuvres conservées de Michel Bouillot : Le Christ de Saint-Damien, gouache sur bois visible en l'église Saint-Denis de Lugny (vers 1950).

Michel Bouillot faisait connaître les richesses du patrimoine et la nécessité de le préserver en organisant des visites commentées et en dessinant. Des dizaines d'années durant, il utilisa le crayon, la plume et l'aquarelle, arpentant la Bourgogne du Sud, en quête du « petit patrimoine de pays » : maisons, monuments, cadoles, pigeonniers, lavoirs, calvaires, puits… Michel Bouillot emmagasina ainsi dans sa maison de Mazille plus de soixante-dix volumes de croquis et des dizaines de milliers de dessins – réalisés le plus souvent à la plume – à partir desquels il fit paraître, principalement édités par les Foyers ruraux de Saône-et-Loire, une vingtaine de livres présentant pour la plupart l'habitat rural de la Saône-et-Loire et de contrées voisines, certains traitant de thèmes particuliers tels que les lavoirs, les cadoles ou l'architecture vigneronne. Michel Bouillot est l'auteur de nombreuses œuvres visibles dans les églises du diocèse d'Autun,, entre autres :
- d'un tableau intitulé « L'Annonce de la Parole en Mâconnais » peint à Lugny vers 1950 et visible en l'église de cette commune[6], aux côtés d'une croix peinte inspirée du crucifix de Saint-Damien visible en la basilique Sainte-Claire d'Assise, réalisée à la même époque, alors que l’artiste était très marqué par la spiritualité franciscaine et l’iconographie romane[7] ;
- d'une fresque, « descente de croix » saisissante…Qui serait plutôt une exaltation, une surprenante « montée aux cieux », laissant l’Homme presque nu et un moment désemparé, face au crâne du Golgotha. Toute la force d’imagination de l’artiste est là, dans ce « trompe-l’œil à l’envers », à partir de la construction d’un espace visuel autour d’un simple et habituel crucifix, sur le mur de l'église Saint-Léger de Terrans, à Terrans en 1955.
- d'un « polyptyque des abbés de Cluny » exposé en l'église Notre-Dame de Cluny (peint en 1983) ;
- d'un « triptyque de l'Adoration des Bergers » exposé en l'abbatiale Saint-Philibert de Tournus[8] ;
- d'un « triptyque du Bon Pasteur » visible au centre du chœur – meublé d’une rangée de stalles du XXe siècle – de l'église Saint-Laurent de Rully[9] (noter que le tailloir de l’autel de cette église est orné de pampres de vigne peints par Michel Bouillot et qu'un tableau illustrant la révélation du Sacré-Cœur à sainte Marguerite-Marie, œuvre de Michel Bouillot, a été redécouvert en 2019 dans la chapelle du Sacré-Cœur[10]) ;
- d'un triptyque se trouvant avec d'autres éléments de mobilier (autel...) dans le chœur de l'église de Sainte-Cécile ;
- de deux croix et d'un devant d'autel (faits d'un assemblage de carreaux de céramique sortis de l'atelier de l'artiste Jean-Pol Betton) installés à l'automne 2018 dans le chœur et les chapelles latérales de l'église Saint-Étienne d'Azé[11] ;
- d'une peinture murale « Présentation de Jésus » ornant le fond du chœur de l'église Saint-Cyr-et-Sainte-Julitte d'Ecuelles, exécutée en 1965.

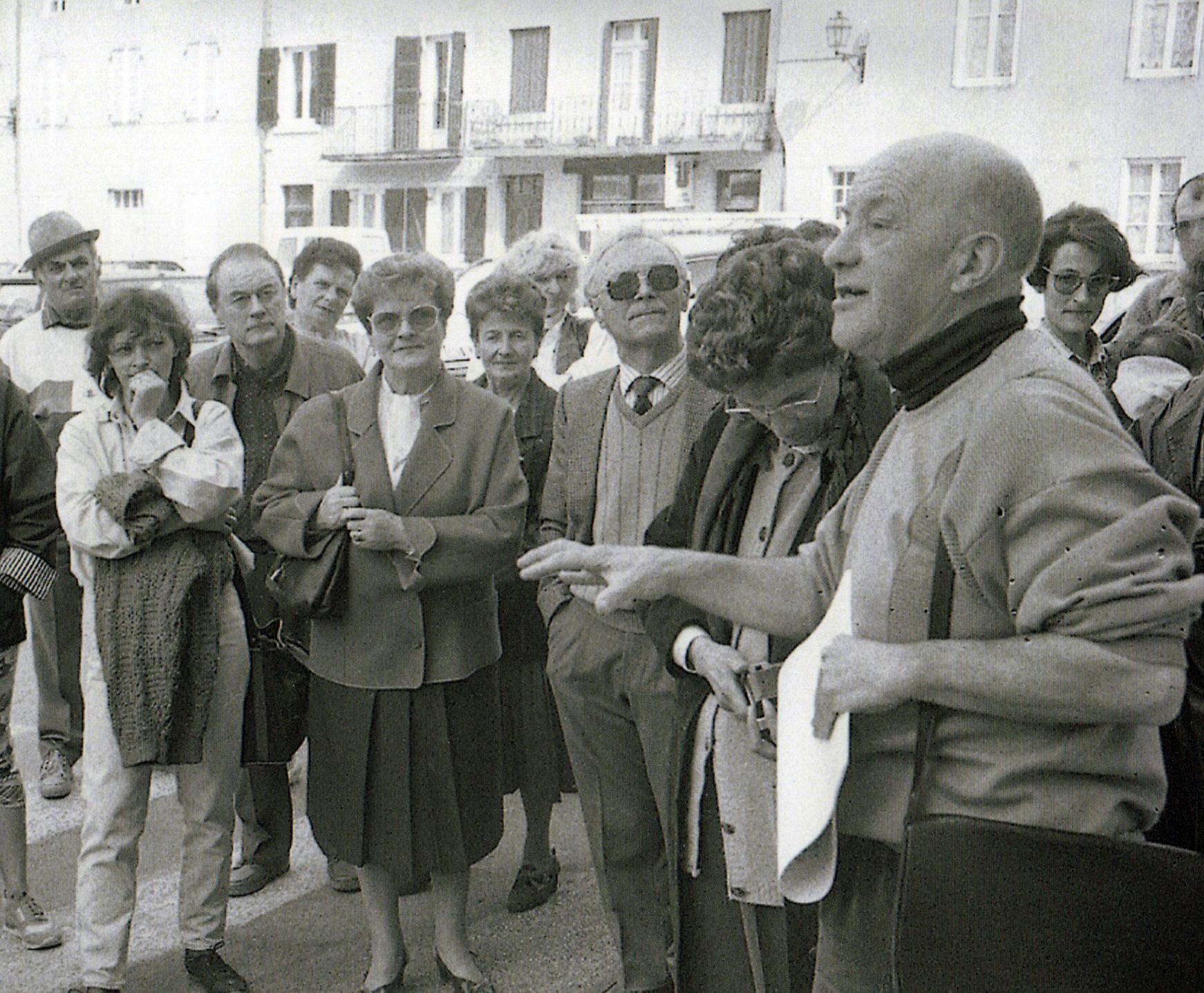
La sacoche en bandoulière, les manches retroussées, document en main : Michel Bouillot lors d'une visite organisée à Lugny en mars 1993.

Michel Bouillot était membre ou responsable de nombreuses associations et instances départementales et régionales, notamment à Maisons paysannes de France – dont il fut président départemental – et aux foyers ruraux. Il était également membre titulaire de l'Académie de Mâcon (il y fut élu le 7 novembre 1985, au fauteuil no 13).
« C'était un ami très souriant, souvent humoriste, avec une gentille tendance à la moquerie, sans agressivité. » a écrit de lui Fernand Nicolas, directeur de la publication de la revue trimestrielle Image de Saône-et-Loire dans laquelle Michel Bouillot fit paraître une trentaine d'articles.
« Michel, à l’heure des cours, savait trouver un coin dans la nature et il fallait voir, alors, les élèves se déplacer avec un morceau d’isorel, une feuille de papier à dessin tenue par une pince à linge, crayon à la main, [et] se disperser pour trouver le bon angle de cadrage d’un paysage, d’une maison, etc. Il donnait alors quelques conseils et passait ensuite près de chacun, reprenant un trait, invitant à l’audace ceux qui hésitaient et sachant aussi freiner ceux qui pensaient avoir vu avant de regarder. Car il était très exigeant quant aux premières esquisses ! […] Les élèves appréciaient ce maître qui n’était pas sur l’estrade mais menait le travail avec eux. » a écrit l'abbé Georges Dufour, qui intégra la communauté pastorale de Lugny en 1948 et vit débuter Michel Bouillot au sein de l'école privée fondée par cette communauté.
Michel Bouillot est mort à Cluny le 29 janvier 2007. Une « ruette » y porte son nom. Il repose dans le cimetière de Mazille auprès de l'église Saint-Blaise, tout près du hameau des Varennes où il résidait.
Michel Bouillot avait été nommé chevalier de l’ordre national du Mérite le 7 octobre 1994.

## Hommages

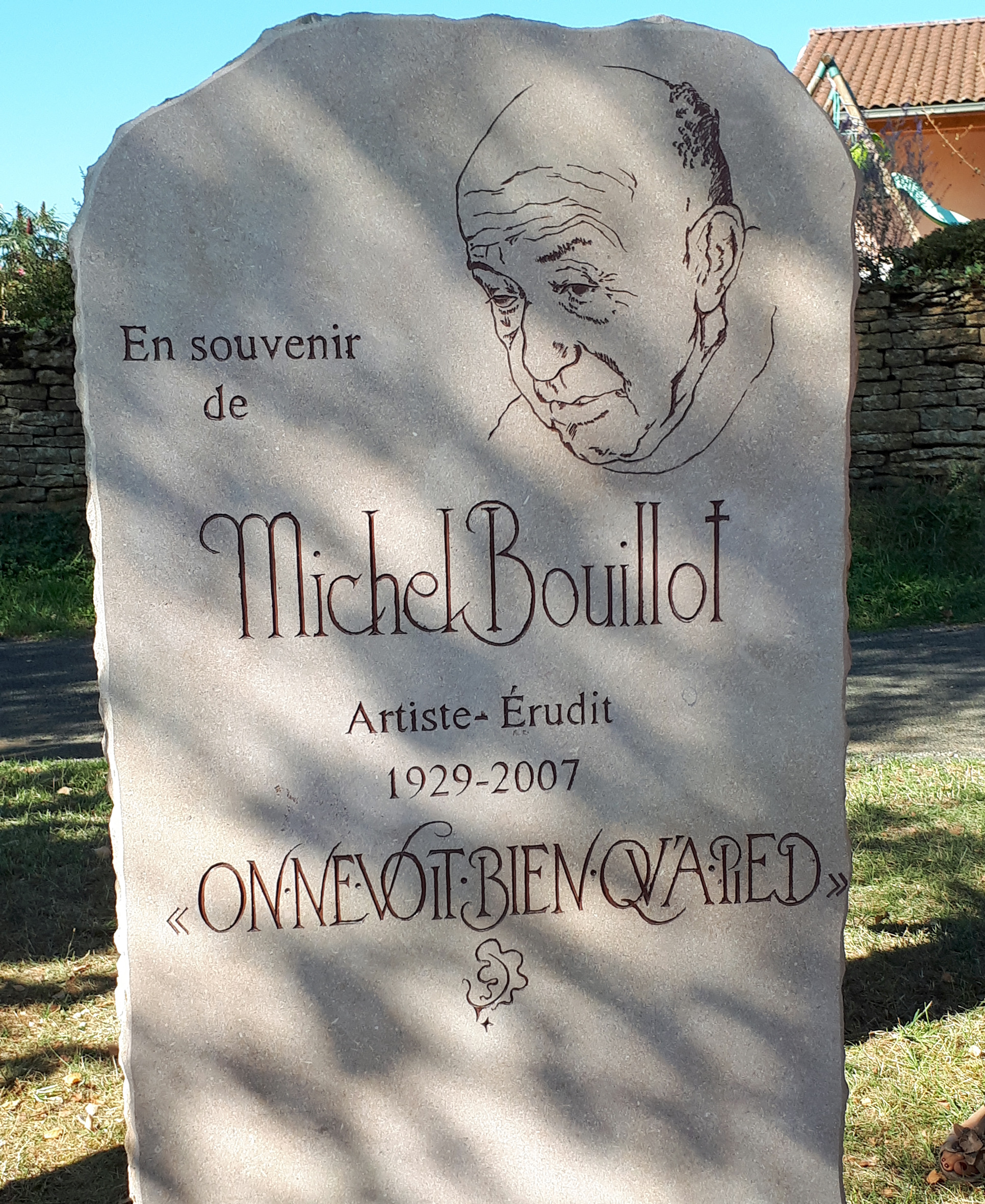
La stèle dévoilée à Mazille le 15 septembre 2018, à la mémoire de l'artiste.

En 2017, sous l'égide de l'Association des amis de Michel Bouillot, une trentaine d'associations de Saône-et-Loire se sont regroupées pour organiser 2017, année Michel Bouillot, projet fédérateur mis sur pied pour célébrer le 10e anniversaire de la mort de l'artiste. Cette commémoration a notamment donné lieu à la parution en juin 2018 d'un livret de 86 pages édité à l'initiative de la Fédération des associations partenaires du pays d'art et d'histoire « Entre Tournus et Cluny » (FAPPAH) et intitulé : « Sur les pas de Michel Bouillot : six circuits à découvrir en Bourgogne-du-Sud »  (ISBN 978-2-9556826-1-6).
Le 15 septembre 2018 a été dévoilée à Mazille, au lieu-dit Les Vergys, une stèle commémorative gravée à la mémoire de Michel Bouillot, représentant l'artiste et sur laquelle figure la maxime : « On ne voit bien qu'à pied ».

## Publications
- Chalon des tours et des clochers, Groupe 71, Mâcon, 1985[17].
- L'habitat rural des origines au 16e siècle en Saône-et-Loire, Groupe 71, Mâcon, 1988.
- L'habitat rural au 17e siècle en Saône-et-Loire, Groupe 71, Mâcon, 1990.
- L'habitat rural en Charolais-Brionnais, Foyers ruraux de Saône-et-Loire, Pierreclos, 1988  (ISBN 2-907497-00-6).
- Michel Bouillot, L'Habitat rural de la Côte chalonnaise, La Roche-Vineuse France, Foyers ruraux de Saône-&-Loire, coll. « Au cœur de nos terroirs », 1988 (ISBN 2-907497-01-4).
- (avec Jean Pautet), Chemins des brigands. Juillet 1789 en Mâconnais, Fédération des Œuvres laïques de Saône-et-Loire, Mâcon, 1990. 96 p. (préface de Pierre Goujon).
- L'habitat rural dans la plaine chalonnaise, Foyers ruraux de Saône-et-Loire, Pierreclos, 1990  (ISBN 2-907497-02-2).
- L'habitat rural autour de Mâcon, Foyers ruraux de Saône-et-Loire, Pierreclos, 1991  (ISBN 2-907497-03-0).
- L'habitat rural en Bresse bourguignonne, Foyers ruraux de Saône-et-Loire, Pierreclos, 1994  (ISBN 2-907497-06-5).
- L'habitat rural en Bresse savoyarde, de la Seille à la Chalaronne, Foyers ruraux de Saône-et-Loire, Pierreclos, 1995.
- L'habitat rural en Autunois-Morvan, Foyers ruraux de Saône-et-Loire, Pierreclos, 1996.
- Architecture vigneronne dans la Côte des Maranges et le Couchois, Foyers ruraux de Saône-et-Loire, Pierreclos, 1997.
- Michel Bouillot, Les cadoles en Bourgogne du sud, La Roche-Vineuse France, Foyers ruraux de Saône-&-Loire, coll. « Au cœur de nos terroirs », 1999 (ISBN 2-907497-11-1).
- Michel Bouillot (préf. François Portet), Le nouveau livre des lavoirs en Bourgogne du Sud, La Roche-Vineuse France, Foyers ruraux de Saône-&-Loire, coll. « Au cœur de nos terroirs », 2002 (ISBN 2-907497-12-X).
- Michel Bouillot, L'habitat rural au pays de Tournus, Mâcon, JPM éd, 2004 (ISBN 2-84786-027-4).
- Michel Bouillot, L'habitat rural au pays de Cluny, Mâcon, JPM éd, 2004 (ISBN 2-84786-026-6).
- Michel Bouillot, Cours intérieures de Cluny : escaliers et ferronneries, Mâcon, JPM éd, 2004, 101 p. (ISBN 2-84786-031-2).
- Michel Bouillot, L'habitat rural en Beaujolais, L'Arbresle Rhône, Maisons Paysannes du Rhône, coll. « Au cœur de nos terroirs », février 2013.

## Distinctions
- Chevalier de l'ordre national du Mérite